# لیروی مرلین
لیروی مرلین (انگلیسی: Leroy Merlin) شرکت خرده‌فروشی فرانسوی است، که در سال ۱۹۲۳ توسط آدولف لیروی و رز مرلین تأسیس شد.